# 유키사다 이사오
유키사다 이사오(일본어: 行定 勲, 1968년 8월 3일 ~ )는 일본의 영화 감독이다. 구마모토현 구마모토시 출신.

## 약력
이와이 슌지 감독의 영화 《러브 레터》, 《스왈로우테일 버터플라이》등에서 조감독을 거쳐, 1997년 첫 장편 영화 《OPEN HOUSE》로 데뷔하였지만 극장에는 6년 후 2003년 뒤늦게 상영되었다. 이 작품으로 제2회 미치노쿠 국제 미스터리 영화제 신인감독상을 수상하였다. 이 무렵부터 일부 관계자들은 유키사다 감독을 제2의 이와이 슌지로 부르며, 주목하기 시작한다. 이후 2000년 영화 《해바라기》가 제5회 부산 국제영화제 비평가 연맹상을 수상하면서, 마침내 극장 공개를 하게 되었다.
2001년 영화 《GO》가 제25회 일본 아카데미상 작품상을 비롯해, 최우수 남우주연상, 최우수 남우조연상, 최우수 여우 조연상 등 무려 14개부분을 석권하며 엄청난 성공으로, 일약 각광을 받았다.
2004년 영화 《세상의 중심에서 사랑을 외치다》는 그해 일본 전역에 "세카츄 열풍"을 일으키며 700만 가까운 관객을 동원, 엄청난 흥행을 하였고, 유키사다 감독은 스타 감독으로 이름을 날렸다. 그 후 영화 《북의 영년》,《봄의 눈》 등의 작품도 연이어 흥행하였다.
2010년 영화 《퍼레이드》가 제60회 베를린 국제영화제에서 국제 비평가 연맹상을 수상하였다.

## 감독 작품

### 영화
- 《OPEN HOUSE》 (1998년 제작, 2003년 개봉) ※감독·각본
- 《해바라기》 (2000년) ※감독·각본
- 《갇혀진 고통》 (2000년) ※감독·각본
- 《사치스러운 뼈》 (2001년) ※제작·감독·각본
- 《인연의 개》 (2001년) ※감독
- 《GO》 (2001년) ※감독
- 《Jam Films "JUSTICE"》 (2002년) ※옴니버스 영화/감독·각본
- 《로큰롤 미싱》 (2002년) ※감독·각본
- 《달에 지다》 (2002년) ※감독·각본
- 《오늘의 사건 사고》 (2003년) ※감독·각본
- 《7번째 생일》 (2003년) ※감독
- 《세상의 중심에서 사랑을 외치다》 (2004년) ※감독·각본
- 《북의 영년》 (2005년) ※감독
- 《Jam Films S "NEW HORIZON"》 (2005년) ※옴니버스 영화/제작, 각본
- 《봄의 눈》 (2005년) ※감독
- 《손끝에서부터 세상을》 (2006년) ※감독·각본
- 《머나먼 하늘로 사라진》 (2007년) ※감독·각본
- 《클로즈드 노트》 (2007년) ※감독·각본
- 《초콜릿이 본 세계》 (2007년) ※감독
- 《스카이 크롤러 The Sky Crawlers》 (2008년) (오시이 마모루 감독) ※각본 감수
- 《그 남자가 아내에게》 (2010년) ※감독
- 《퍼레이드》 (2010년) ※감독·각본
- 《여자들은 두 번 논다》 (2010년) ※감독
- 《카멜리아》 "카모에" (2011년) ※옴니버스 영화 /태국,한국,일본 공동 제작 /감독
- 《츠야의 밤》 (2013년) ※감독

### 텔레비전 드라마
- 1997년 《사랑, 하다. "블루 문"》 ... 연출 & 각본
- 1998년 《미소녀 H2 "사구"》 ... 연출 & 각본
- 1998년 《낫짱 가 "낫짱 집의 거울"》 ... 연출 & 원안
- 1998년 《Tears "산타 클로스가 가득"》 ... 연출
- 2001년 《JUDGE CAFE》 ... 연출
- 2001년 《A SIDE B counseling 등교 거부의 선생님》 ... 연출
- 2001년 《A SIDE B counseling 또 하나의 자신》 ... 연출
- 2002년 《캐논》 ... 연출
- 2002년 《사립 탐정 마이크 "사쿠라사쿠히"》 ... 연출 & 각본
- 2002년 《태스크 포스》 ... 연출 & 각본
- 2003년 《일본의 명작~낭독 기행 이노우에 야스시 엽총》 ... 연출
- 2003년 《사랑하는 일요일 꿈으로 만날 수 있으면》 ... 연출
- 2024년 《완벽한 가족》 ... KBS 2TV 연출

### 웹 드라마
- 《머리에서 시작되는 이야기》 (2005년, KOSE 살롱 스타일, 감독·각본)
- 《퓨어》 (2006년, SEED 콘택트 렌즈, 감독) ※나가사와 마사미 출연 WEB 무비
- 《여자들은 두번 논다》 (2010년, BeeTV, 감독)
- 《프레임》 (2009년, 마이 나비 2011, 감독)
- 《파티는 끝났다》 (2011년, BeeTV, 감독)
- 《사랑의 방법》 (2011년, FIVESTAR WEDDING, 감독)

### 뮤직 비디오
- Voyage / 하마사키 아유미 (2002년)
- 되풀이 되는 입버릇과 죄책감 (くり返すは口ぐせと罪悪感) / 이와세 케이고 (2002년)
- 손끝에서부터 세상을 (ユビサキから世界を}}) / 언더 그래프 (2006년)
- 청춘의 비 (青春の雨}}) / ONE ☆ DRAFT (2008년)
- The Meaning Of Us / 아무로 나미에 (2010년)
- 기도(祈り) / 모리토모 아라시 (2010년)
- 멸절흑발소녀 (絶滅黒髪少女) / NMB48 (2011년)
- 특이한 모양의 돌 (変わったかたちの石) / 킨키 키즈 (2012년)

### 광고(CM)
- 코세(KOSE) 살롱 스타일 (2005년)
- 가정교사의 트라이 트라이 @ HOME (2005년)
- 코나카 리크루트 & 후렛슈만 (2005년)
- 도코모 SO903i (2007년) ※다케우치 유코 출연 CM
- 매일 커뮤니케이션즈 마이 네비 2011 (2009년)
- FIVESTAR WEDDING (2011년)

### 오리지널 비디오
- 샤스 메모리 낙하산이 사라진 여름 (1997년 발매, 감독)

### 연극
- 《풀 포 러브》 (2007년, 연출)
- 《낯선 여자의 편지》 (2008년, 연출)
- 《퍼레이드》 (2012년, 연출)

## 조감독 작품

### 영화
- 《내 인생 최악의 시간》 (1994년) ※하야시 카이조 감독
- 《아득한 시대의 계단을》 (1995년) ※하야시 카이조 감독
- 《러브 레터》 (1995년) ※이와이 슌지 감독
- 《불꽃 놀이, 아래에서 볼까? 옆에서 볼까?》 (1995년) ※이와이 슌지 감독
- 《스왈로우 테일》 (1996년) ※이와이 슌지 감독
- 《애틀랜타 부기》 (1996년) ※야마모토 마사시 감독
- 《FLIRT》 (1997년) ※하루 하틀리 감독
- 《4월 이야기》 (1998년) ※이와이 슌지 감독
- 《DOG-FOOD》 (1999년, 연출 보조) ※타나베 세이이치 감독

### 텔레비전 드라마
- 《GHOST SOUP》 (1992년) ※이와이 슌지 감독
- 《불꽃 놀이, 아래에서 볼까? 옆에서 볼까?》 (1993년) ※이와이 슌지 감독
- 《루나틱 러브》 (1994년) ※이와이 슌지 감독

### 오리지널 비디오
- 머리 모자 (1997년) ※이와이 슌지 감독

## 수상 경력
- 제25회 일본 아카데미상 최우수 감독상 ("GO")
- 제44회 블루 리본상 감독상 ("GO")
- 제6회 일본 영화 비평가 대상 감독상 ("GO")
- 제14회 닛칸 스포츠 영화 대상 감독상 ("GO")
- 제16회 다카사키 영화제 젊은 감독 그랑프리 ("GO")
- 제28회 일본 아카데미상 우수 감독상 ("세상의 중심에서 사랑을 외치다")
- 제29회 일본 아카데미상 우수 감독상 ("북의 영년")
- 제60회 베를린 국제 영화제 국제 비평가 연맹상 ("퍼레이드")